# Chris Morris (basket-ball)
Pour les articles homonymes, voir Chris Morris et Morris.
Christopher Nate Morris (né le 20 janvier 1966 à Atlanta, Géorgie) est un joueur américain de basket-ball. En 11 saisons (1988-1999) de NBA, cet ailier de 2,03 m évolue sous les couleurs des Nets du New Jersey, du Jazz de l'Utah et des Suns de Phoenix. Il évolue à l'université d'Auburn avec l'équipe des Tigers. Il met un terme à sa carrière en 1999 avec un total de 8 184 points inscrits.
Morris a cassé un panneau de basket lors d'un match en 1993, à la Continental Airlines Arena, dans le New Jersey, avec les Nets, en effectuant un dunk.
Morris joue également dans la Philippine Basketball Association.